# Marphysa borradailei
Marphysa borradailei är en ringmaskart som beskrevs av Pillai 1958. Marphysa borradailei ingår i släktet Marphysa och familjen Eunicidae. Inga underarter finns listade i Catalogue of Life.